# Großsteingrab Borntin
Das Großsteingrab Borntin ist eine megalithische Grabanlage der jungsteinzeitlichen Trichterbecherkultur bei Borntin, einem Ortsteil von Boldekow im Landkreis Vorpommern-Greifswald (Mecklenburg-Vorpommern).

## Lage
Das Grab befindet sich etwa 1 km südsüdwestlich von Borntin am Rand eines kleinen Waldstücks.

## Beschreibung
Die Anlage besitzt ein rechteckiges Hünenbett. Der Typ der Grabkammer ist unbekannt.